# Todirești (okręg Jassy)
Todirești – wieś w Rumunii, w okręgu Jassy, w gminie Todirești. W 2011 roku liczyła 4193 mieszkańców.